# Géographie de la Haute-Garonne
Le département de la Haute-Garonne se situe dans le sud-ouest de la France, où il est bordé par les départements français de l'Ariège au sud-est, de l'Aude à l'est, du Tarn au nord-est, du Tarn-et-Garonne au nord, du Gers à l'ouest, et des Hautes-Pyrénées au sud-ouest. 
Du côté des Pyrénées, en Espagne, la Haute-Garonne est bordée au sud par le Val d'Aran (haute vallée de la Garonne) lui-même bordé par les provinces de Huesca à l'ouest et de Lérida au sud et à l'est (situées respectivement en communautés autonomes espagnoles d'Aragon et de Catalogne) .

## Géographie physique
| \| Comminges Pays toulousain Lauragais Perdiguère Arbas \| Carte topographique et localisation des régions naturelles dans le département |
| Comminges Pays toulousain Lauragais Perdiguère Arbas                                                                                      |

Paysages de la Haute-Garonne :
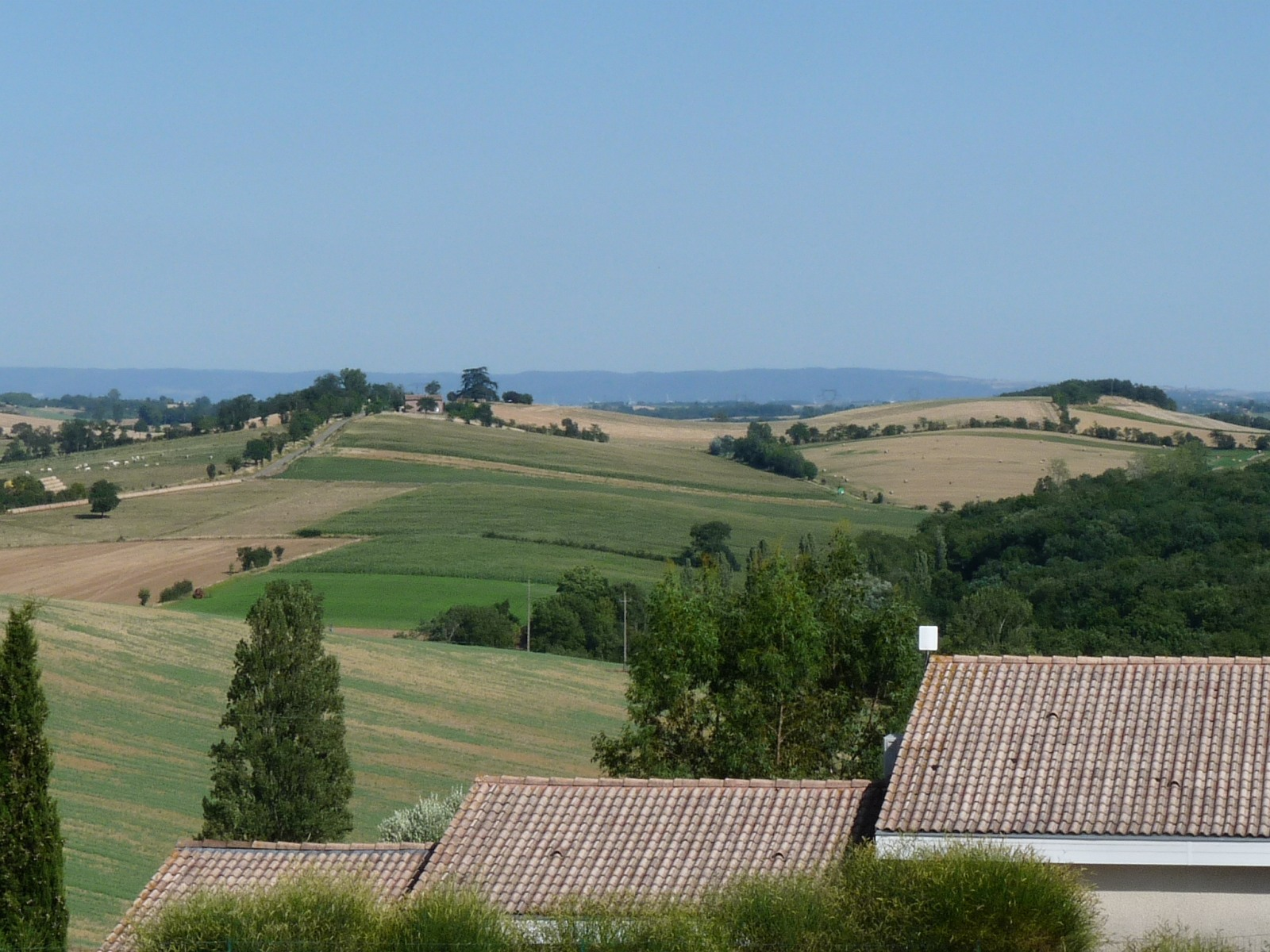
Aurin, dans le nord-est.
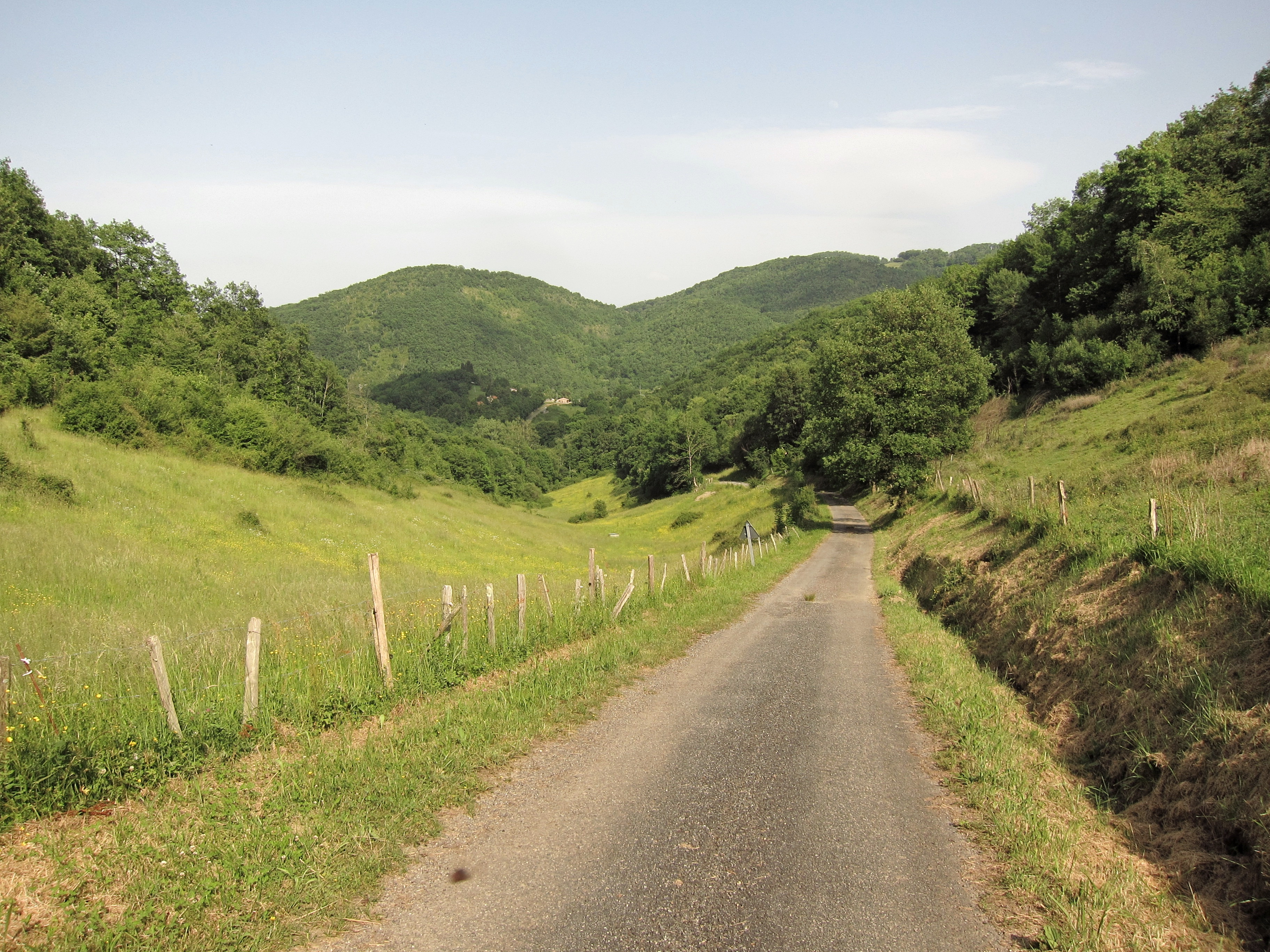
Francazal, au pied des Pyrénées, dans le sud.
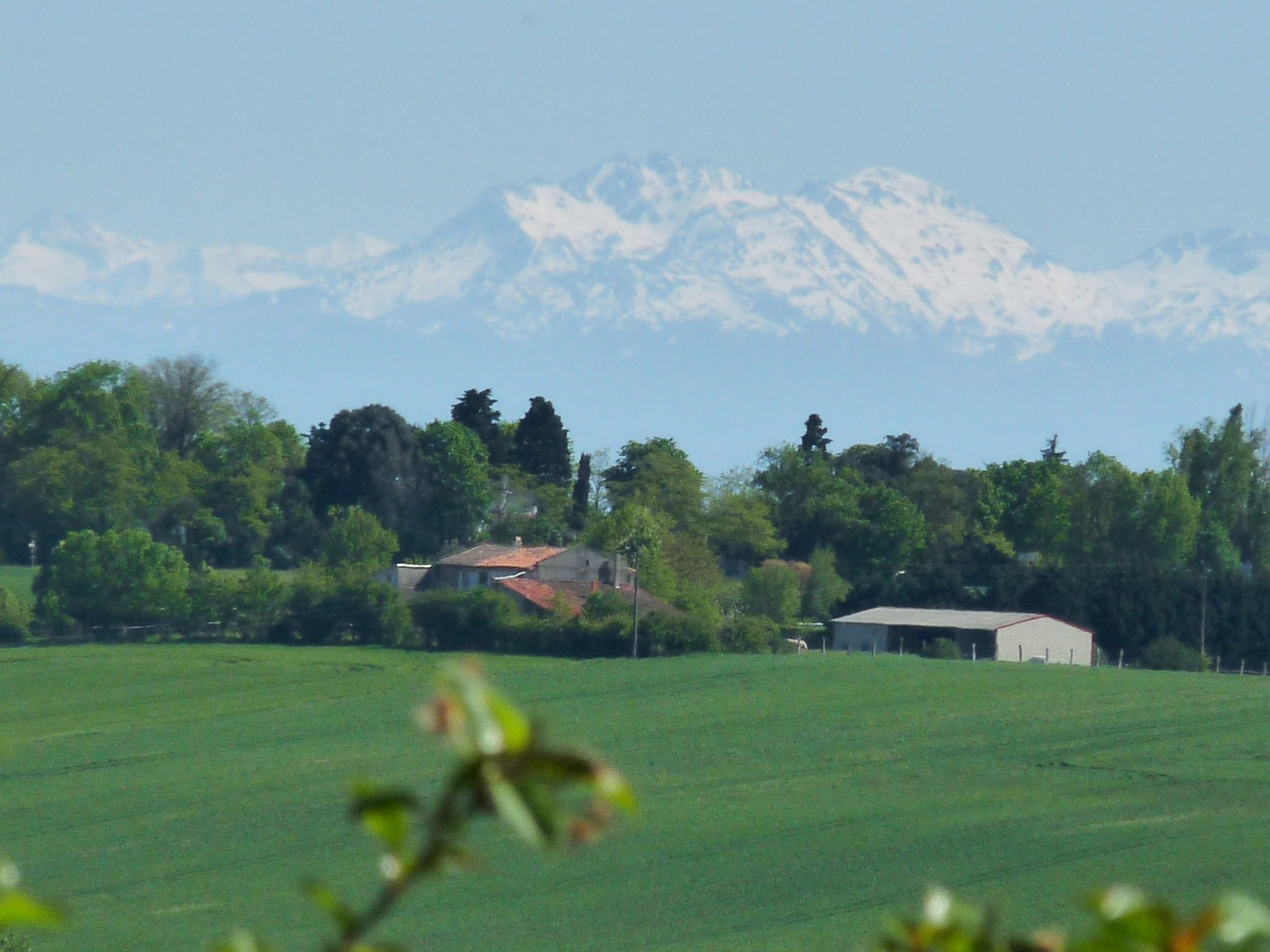
Les Pyrénées (sud-ouest) vues depuis Mons (nord-est).
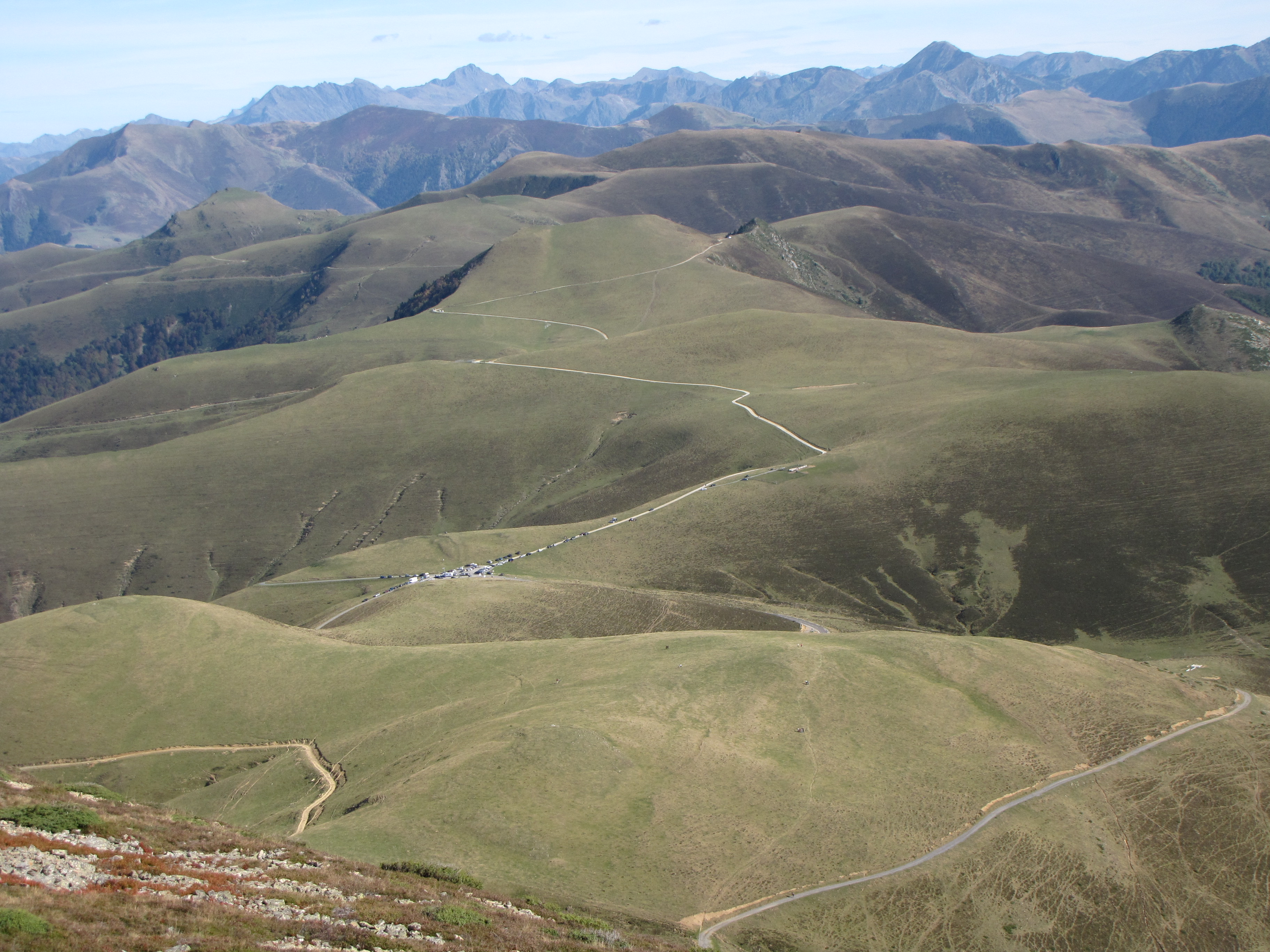
Le port de Balès dans le sud-ouest.

### Hydrographie
Le département est traversé par le cours supérieur du fleuve Garonne qui lui donne son nom. Les contours du département suivent l'orientation du fleuve. Le fleuve entre en France à Fos, puis passe à Montréjeau, à Saint-Gaudens, à Cazères, à Muret, au centre de Toulouse, et à Grenade avant de quitter le département. La Garonne traverse le département sur une longueur proche de 200 kilomètres. D'est en ouest, le canal du Midi et le canal latéral à la Garonne traversent le département de la Haute-Garonne. La Garonne parcourt le département en traversant trois zones géographiques distinctes.

## Géographie humaine
Les 5 communes les plus peuplées sont toutes situées dans l'agglomération toulousaine. Il s'agit de :
- Toulouse (511 684 habitants, 4e au niveau national) ;
- Colomiers (40 916 hab.) ;
- Tournefeuille (29 724 hab.) ;
- Blagnac (27 314 hab.).
- Muret (25 653 hab.).

Les principales voies de transport routier se concentre à Toulouse. Les autoroutes autoroute A61 et autoroute A62 forment l'Autoroute des Deux Mers traversant le nord du département et reliant Bordeaux à Narbonne. autoroute A68 relient respectivement la Ville-rose à Bordeaux. Dans les autres axes l'autoroute A64 et l'autoroute A68 relient respectivement Albi et le Pays basque.